# Majima Rikō
Majima Rikō (japanisch 真島 利行, neue Lesung Majima Toshiyuki; * 1874 in Kyoto; † 1962) war ein japanischer Chemiker. Er gilt als erster Forschungschemiker in Organischer Chemie in Japan.

## Leben
Majima war der älteste Sohn eines wohlsituierten Arztes und studierte ab 1896 Chemie an der Kaiserlichen Universität Tokio. Er schloss 1899 das Studium mit einer Promotion  bei Joji Sakurai ab und war Forschungsassistent bei Sakurai Jōji  (1858–1939). Während sich Sakurai für Physikalische Chemie interessierte, zog es Majima zur Organischen Chemie, die er aus deutscher chemischer Literatur erlernte, die in Leseseminaren an der Universität studiert wurde. Er hatte seinen Forschungsschwerpunkt in der Untersuchung von in Japan vorkommenden Naturstoffen, insbesondere den Urushiolen des Lackbaums. Sie waren 1906 durch Miyama Kisaburō (* 1873) entdeckt und benannt worden und Majima hatte sich von Miyama, der hauptsächlich an Lack-Anwendungen interessiert war, die Erlaubnis geholt sich mit ihnen zu befassen. 1903 wurde er Assistenzprofessor und wurde von den Erziehungsbehörden 1907 bis 1911 zum Auslandsstudium nach Europa geschickt. Er studierte bei Carl Dietrich Harries in Kiel und bei Richard Willstätter in Zürich. Die neu erlernten Methoden wandte er dabei auf das Studium der Urushiole an. Nach der Rückkehr 1911 wurde er Professor für Organische Chemie an der neu gegründeten kaiserlichen Tohoku-Universität.
Ihm gelang der Nachweis, dass die Urushiole Brenzcatechin-Derivate sind.
Die Untersuchung von Naturstoffen (insbesondere aus Japan) war bis in die 1950er Jahre die Hauptforschungsrichtung in der Organischen Chemie in Japan. Viele Schüler von Majima wie Nozoe Tetsuo arbeiteten auf diesem Gebiet.
1936 wurde er Mitglied der Leopoldina. 1949 wurde er mit dem Kulturorden ausgezeichnet und 1951 nachträglich als Person mit besonderen kulturellen Verdiensten geehrt. Kuroda Chika, die erste Frau, die in Japan im Fach Chemie promovierte, war seine Schülerin.